# Pantomimes
Pour plus de détails, voir Fiche technique et Distribution.
Pantomimes est un court-métrage français réalisé par Paul Paviot, sorti en 1954. 

## Synopsis
Le mime Marcel Marceau évoque les différentes phases de la vie, de l'adolescence à la vieillesse.

## Fiche technique
- Titre : Pantomimes
- Réalisation : Paul Paviot
- Assistant-réalisateur : Ralph Roncoroni
- Scénario : Paul Paviot
- Commentaire : écrit et dit par Jean Cocteau
- Photographie : Ghislain Cloquet
- Cadreur : Sacha Vierny
- Musique : Edgar Bischoff
- Chorégraphie : Paul Paviot
- Société de production : Pavox Films
- Procédé : 35 mm (positif et négatif)
- Format : 1,37
- Pays d'origine :  France
- Durée : 20 minutes
- Date de sortie : 1954

## Distribution
- Daniel Gélin
- Marcel Marceau
- Pierre Verry
- Jean Cocteau : Narrateur